# PopArt - The Hits
Albums de Pet Shop Boys
Disco 3
(2003) Back to Mine : Pet Shop Boys
(2005)
PopArt est un double Best-of des pet Shop Boys sorti le 24 novembre 2003 contenant 33 titres et 2 inédits.  L'édition limitée, sous forme de coffret cartonné, contient un troisième CD de 10 titres remixés.

## Album

### Pop(CD 1)
| No  | Titre                                                                      | Auteur                                                                       | Durée       |
| --- | -------------------------------------------------------------------------- | ---------------------------------------------------------------------------- | ----------- |
| 1.  | Go West                                                                    | Chris Lowe/Henri Belolo/Jacques Morali/Neil Tennant/Victor Willis            | 5:04        |
| 2.  | Suburbia (video mix)                                                       | Neil Tennant/Chris Lowe                                                      | 5:11        |
| 3.  | Se a vida é (That's the Way Life Is)                                       | Ademario/Chris Lowe/Negro Do Barbalho/Wellington Epiderme Negra/Neil Tennant | 4:01        |
| 4.  | What Have I Done to Deserve This? (with Dusty Springfield)                 | Allee Willis/Chris Lowe/Neil Tennant                                         | 4:19        |
| 5.  | Always on My Mind                                                          | Johnny Christopher/Mark James/Wayne Carson Thompson                          | 4:01        |
| 6.  | I Wouldn't Normally Do This Kind of Thing                                  | Neil Tennant/Chris Lowe                                                      | 4:45/4:28** |
| 7.  | Home and Dry                                                               | Neil Tennant/Chris Lowe                                                      | 3:58        |
| 8.  | Heart (album version)                                                      | Neil Tennant/Chris Lowe                                                      | 3:58/4:17** |
| 9.  | Miracles *                                                                 | Adam F/Chris Lowe/Neil Tennant/Dan Fresh Stein                               | 3:55        |
| 10. | Love Comes Quickly                                                         | Chris Lowe/Neil Tennant/Stephen Hague                                        | 4:18        |
| 11. | It's a Sin                                                                 | Neil Tennant/Chris Lowe                                                      | 5:00        |
| 12. | Domino Dancing                                                             | Neil Tennant/Chris Lowe                                                      | 4:18        |
| 13. | Before                                                                     | Neil Tennant/Chris Lowe                                                      | 4:06        |
| 14. | New York City Boy (remix Edit) - (Paris City Boys sur l’édition française) | Chris Lowe/David Morales/Neil Tennant                                        | 3:21        |
| 15. | It's Alright                                                               | Brightledge/Marshall Jefferson/Sterling Void                                 | 4:20        |
| 16. | Where the Streets Have No Name (I Can't Take My Eyes Off You)              | Adam Clayton/Dave Evans/Larry Mullen/Paul Hewson / Bob Crewe/Bob Gaudio      | 4:30        |
| 17. | A Red Letter Day                                                           | Neil Tennant/Chris Lowe                                                      | 4:34        |

** sur l'édition américaine.

### Art(CD 2)
| No  | Titre                                                   | Auteur                             | Durée |
| --- | ------------------------------------------------------- | ---------------------------------- | ----- |
| 1.  | Left to My Own Devices                                  | Neil Tennant/Chris Lowe            | 4:48  |
| 2.  | I Don't Know What You Want But I Can't Give It Any More | Neil Tennant/Chris Lowe            | 4:25  |
| 3.  | Flamboyant *                                            | Neil Tennant/Chris Lowe            | 3:50  |
| 4.  | Being Boring                                            | Neil Tennant/Chris Lowe            | 4:50  |
| 5.  | Can You Forgive Her?                                    | Neil Tennant/Chris Lowe            | 3:53  |
| 6.  | West End Girls                                          | Neil Tennant/Chris Lowe            | 4:04  |
| 7.  | I Get Along                                             | Neil Tennant/Chris Lowe            | 4:11  |
| 8.  | So Hard                                                 | Neil Tennant/Chris Lowe            | 3:59  |
| 9.  | Rent                                                    | Neil Tennant/Chris Lowe            | 3:33  |
| 10. | Jealousy                                                | Neil Tennant/Chris Lowe            | 4:15  |
| 11. | DJ Culture                                              | Neil Tennant/Chris Lowe            | 4:21  |
| 12. | You Only Tell Me You Love Me When You're Drunk          | Neil Tennant/Chris Lowe            | 3:13  |
| 13. | Liberation                                              | Neil Tennant/Chris Lowe            | 4:06  |
| 14. | Paninaro '95                                            | Neil Tennant/Chris Lowe            | 4:10  |
| 15. | Opportunities (Let's Make Lots of Money)                | Neil Tennant/Chris Lowe            | 3:45  |
| 16. | Yesterday, When I Was Mad                               | Neil Tennant/Chris Lowe            | 4:01  |
| 17. | Single-Bilingual                                        | Neil Tennant/Chris Lowe            | 3:30  |
| 18. | Somewhere                                               | Leonard Bernstein/Stephen Sondheim | 4:44  |

### Mix (CD 3)
| No  | Titre                                                                                 | Auteur                                | Durée |
| --- | ------------------------------------------------------------------------------------- | ------------------------------------- | ----- |
| 1.  | Can You Forgive Her? (Rollo Remix)                                                    | Chris Lowe/Neil Tennant               | 6:02  |
| 2.  | So Hard (David Morales Red Zone Mix)                                                  | Chris Lowe/Neil Tennant               | 7:44  |
| 3.  | What Have I Done to Deserve This? (with Dusty Springfield) (Shep Pettibone Mix)       | Allee Willis/Chris Lowe/Neil Tennant  | 8:10  |
| 4.  | West End Girls (Sasha Mix)                                                            | Chris Lowe/Neil Tennant               | 7:45  |
| 5.  | Miserablism (Moby Electro Mix)                                                        | Chris Lowe/Neil Tennant               | 5:35  |
| 6.  | Before (Danny Tenaglia Classic Paradise Mix)                                          | Chris Lowe/Neil Tennant               | 7:58  |
| 7.  | I Don't Know What You Want But I Can't Give It Any More (Peter Rauhofer New York Mix) | Chris Lowe/Neil Tennant               | 10:28 |
| 8.  | New York City Boy (Lange Mix)                                                         | Chris Lowe/David Morales/Neil Tennant | 7:07  |
| 9.  | Young Offender (Jam & Spoon Trip-O-Matic Fairy Tale Mix)                              | Chris Lowe/Neil Tennant               | 7:20  |
| 10. | Love Comes Quickly (Blank & Jones Mix)                                                | Chris Lowe/Neil Tennant/Stephen Hague | 5:03  |